# Georges Leclanché
Georges Leclanché (Parmain, 9 de octubre de  1839-París, 14 de septiembre de 1882) fue un científico e ingeniero francés. Era hijo de Léopold Leclanché y de Eugénie de Villeneuve, y murió en 1882 en París.
La situación política de la época obligó a sus padres a exiliarse en Inglaterra, como hicieron sus amigos Víctor Hugo y Ledru Rollin. Georges estudió allí, regresando a Francia en 1856 para entrar en la École Centrale des Arts et Manufactures, recibiendo el diploma de ingeniero en 1860.
Estuvo empleado en la Compagnie des chemins de fer de l'Est, donde trabajó en la instalación de sistemas eléctricos para la transmisión de la hora. Las pilas disponibles resultaban insatisfactorias, por lo que hizo investigaciones electroquímicas y experimentó con una pila de carbonato de cobre.
En 1863 la situación política volvió a hacerle emigrar, instalándose en Bruselas, donde fundó un laboratorio. Proyectó la primera pila eléctrica que se fabricó en serie, en la que se utilizaba manganeso. Su invento fue premiado en la Exposición Universal de París de 1867, fue utilizada por los telégrafos belgas y por los ferrocarriles holandeses y se convirtió en la Pila Leclanché.
Tras la caída de Napoleón III regresó a Francia y se instaló en París, asociándose con M. Barbier para la fabricación de las pilas « Leclanché-Barbier ». Al ser prácticamente la única empresa fabricante de pilas en Francia, la implantación de los ferrocarriles y del teléfono la hicieron enormemente próspera.
Tras la muerte de George, su hijo Max trabajó en el perfeccionamiento de la pila, incorporando un saquito alrededor del electrodo positivo. Pero ya habían surgido numerosos competidores y la empresa decayó. Tras sucesivos cambios de accionistas, terminó formardo parte del grupo CGE. Una sociedad suiza de pilas y acumuladores utiliza actualmente el nombre Leclanché.